# Jakobikirche (Lübeck)

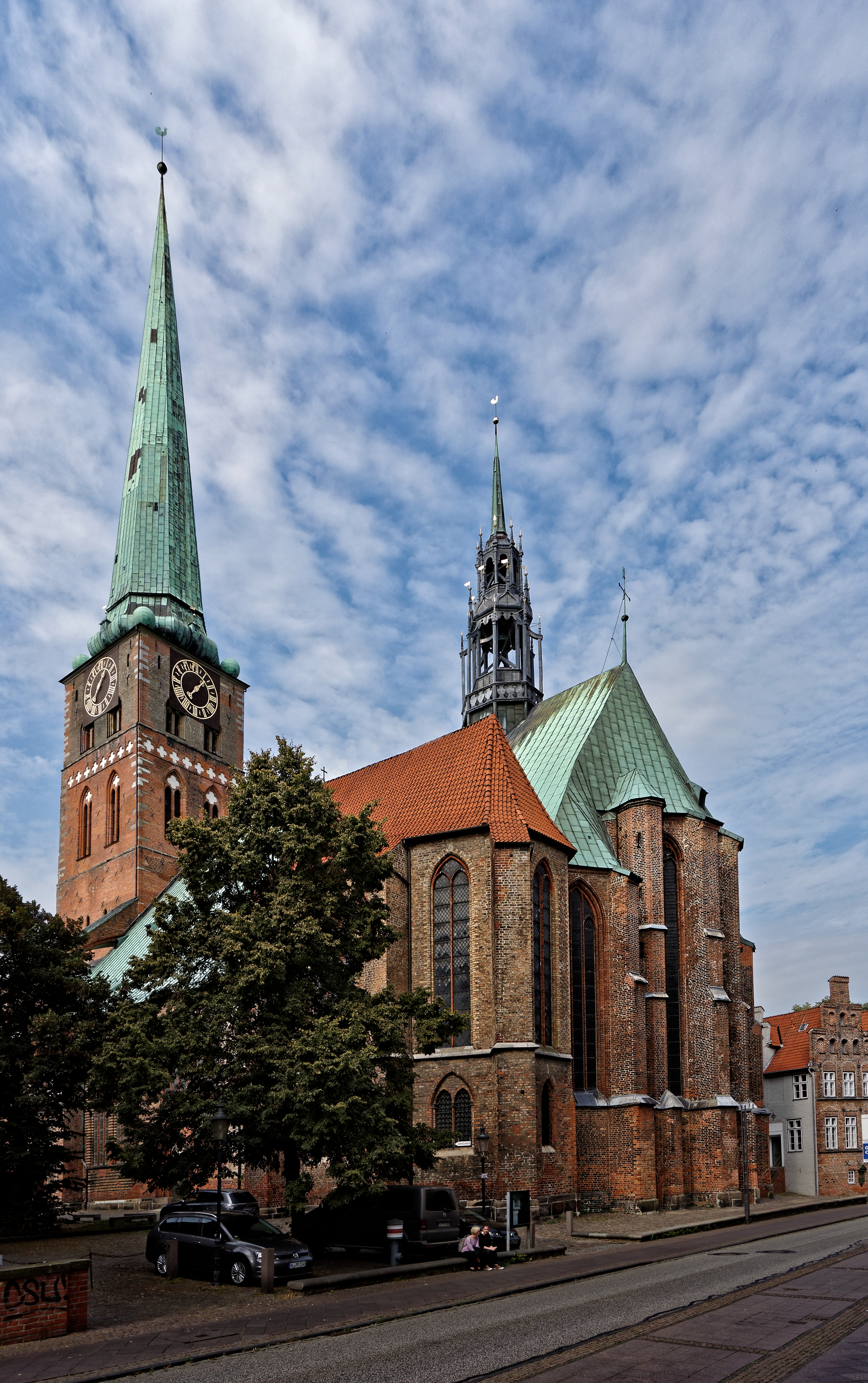
St. Jakobi

St. Jakobi ist eine der fünf evangelisch-lutherischen Hauptpfarrkirchen in der Lübecker Altstadt.
Sie wurde im Jahre 1334 als Kirche der Seefahrer und Fischer geweiht, die ihr „Schütting“ (von norwegisch Skotting – heute Schøttstuene – für Versammlungshaus)  noch heute in der gegenüberliegenden Schiffergesellschaft haben. Ihr Patron ist der Heilige Jakobus der Ältere. Die Kirche, das Heiligen-Geist-Hospital und die benachbarte Gertrudenherberge sind Stationen auf einem Zweig des norddeutschen Jakobswegs. Seit September 2007 ist die nördliche Turmkapelle der Kirche als Pamir-Kapelle Nationale Gedenkstätte für die zivile Seefahrt.

## Baugeschichte

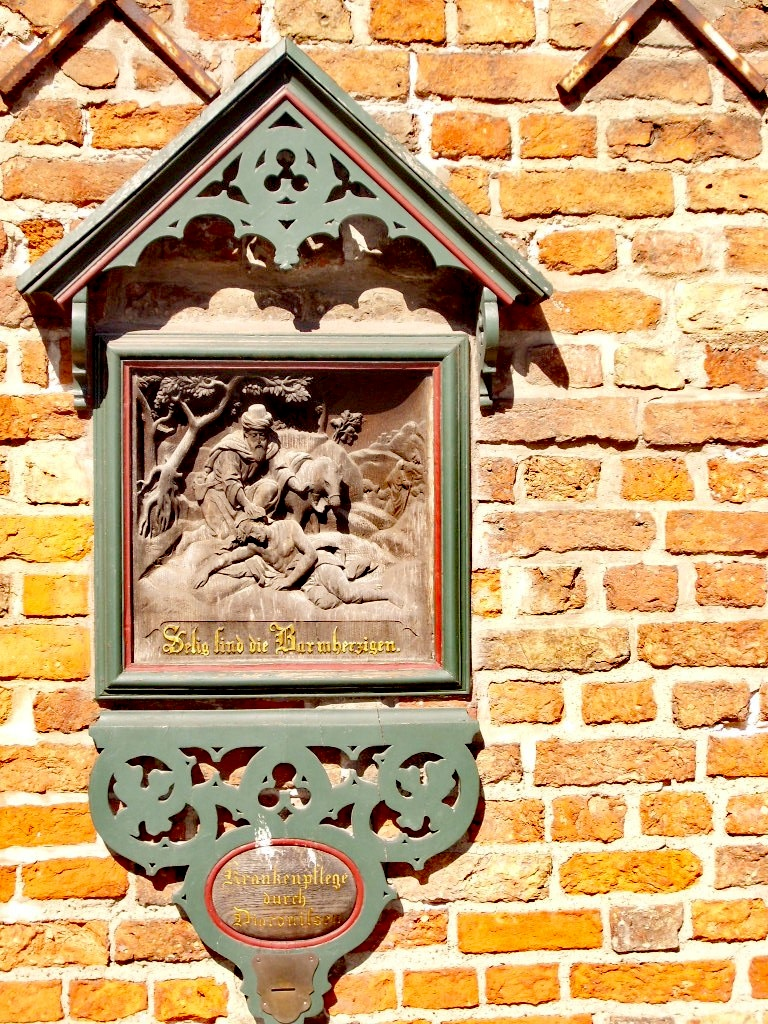
Opferstock an der Königstraße

Die Jakobikirche ist eine dreischiffige Backsteinhallenkirche. Der heutige Bau am Koberg entstand um 1300 und ersetzte nach dem großen Stadtbrand von 1276 eine romanische Hallenkirche an gleicher Stelle, die bereits um 1227 erwähnt wurde. Es wird vermutet, dass Rundbogenfriese im Bereich des Kirchturms und der Seitenschiffsmauern Bestandteile dieses Vorgängerbaus sind. Seit dem gotischen Neubau um 1300 hat die Kirche drei Schiffe mit fünf Jochen, die im Osten jeweils von einem Chor abgeschlossen werden. Die Wände des Mittelschiffs überragen die beiden Seitenschiffe um fünf Meter. Der Turm der Kirche verrät ähnlich wie der von St. Petri etwas über die im Laufe der Zeit wechselnden Bauabsichten. Zunächst als mittiger Einzelturm geplant und in der Ausführung begonnen, wurden die nördliche und die südliche Seitenkapelle so stark ausgeführt, dass zunächst wie auch bei St. Petri der Plan bestanden haben muss, die Kirche wie die Marienkirche und den Dom mit einer Doppelturmanlage auszustatten. Auch der Plan, die Hallenkirche wohl Ende des 13. Jahrhunderts zu einer Basilika umzubauen, ist aus den heute noch vorhandenen Baubefunden ablesbar, die begonnene Umsetzung aber wieder aufgegeben worden. Die Hauptbauzeit des heutigen Baukörpers wird anhand von Quellen die gotischen Altäre betreffend bestimmt. Für einen neuen Altar wurde 1287 eine Vikarie gestiftet. Dieser Altar ist dann für 1312 belegt. Der neue Altartisch mit dem Chor wurde im Jahr 1334 von Bischof Heinrich II. Bochholt geweiht. Auf diesen Altartisch wurde 1435 als Altaraufsatz das älteste erhaltene Lübecker Hochaltar-Retabel von der Hand des Meisters des Jakobialtars gestiftet, vermutlich durch die Pfarrgemeinde. Er befindet sich heute in der Mittelaltersammlung des Staatlichen Museums Schwerin in Schloss Güstrow.
Der Turm dieser Kirche überragte den First des Mittelschiffs zunächst nur um zwei Vollgeschosse. Darüber befanden sich Spitzgiebel wie bei der Marienkirche. Darüber befand sich die achteckige Pyramide des Turmhelms. Der Turm dürfte zu den problematischeren der Lübecker Kirchtürme gehören. Der Lesemeister Detmar berichtet in seiner Chronik, dass sich 1375 im Sturm ein Viertel des Turmdachs löste und auf den Hof des Heiligen-Geist-Hospitals geweht wurde. 1628 wurde der Turm „bis zu den Glocken“ abgenommen und erhielt nach der Erneuerung des Mauerwerks 1636 zunächst ein einfaches Bretterdach. Die Turmspitze wurde erst 1657/58 erneuert und erhielt erst dann die heute für die Kirche so typischen vier Kugeln an den Turmecken, die damit die vier Ecktürmchen von St. Petri aufnahmen, aber nicht kopierten. Über diese Sanierung und alle daran Beteiligten berichtet eine in Kupfer geritzte Urkunde des Lübecker Rechenmeisters Arnold Möller, die auch Brände überdauerte. Die Turmspitze wurde mehrfach, zuletzt 1901, vom Blitz getroffen und brannte 1901 etwa einen Tag lang.
Unter den angebauten Kapellen dürfte die Brömsen-Kapelle wegen des darin erhaltenen Brömsen-Altars an der Südseite die bekannteste sein. Sie geht auf eine Stiftung des Domherrn Detmar Schulop im Jahr 1338 zurück und ging 1488 an den Lübecker Bürgermeister Heinrich Brömse über. Sie blieb bis 1826 im Besitz seiner Familie. 1877 fiel sie von einem Testamentsvollstrecker der Familie Brömse an die Kirche zurück. Die daneben befindliche Vellin- oder Warendorp-Kapelle geht auf eine Stiftung des Ratsherrn Gotthardt Vellin († 1350) zurück und ging mit dem Tod von dessen Witwe auf die Familie Warendorp über, die sie bis in das 18. Jahrhundert innehatte. An der Nordseite gegenüber der Brömsenkapelle befindet sich die Hoghehus- oder auch Haleholtscho-Kapelle, die von Konrad Hogehus († 1351) gestiftet wurde. Später ging sie nacheinander in den Besitz der Familien Haleholtscho, Warendorp, von Dorne (1712) über. Die beiden weiteren im Westen der Nordseite gelegenen Kapellen sind für das Jahr 1392 bezeugt. Die Sakristei der Kirche im Südosten ist ein Anbau vom Anfang des 15. Jahrhunderts. Das Muschelmotiv ihrer Holztäfelung von 1667 erinnert an die Muschel als Symbol der Jakobspilger. Die Turmkapelle unter dem Mittelturm befand sich im Besitz der Zunft der Brauer. Die Kapelle nördlich des Turms wurde nach dem Lübecker Bürgermeister Hinrich Witte als Wittenkapelle, später wegen der dort gelagerten Ausstattung Sargträgerkapelle genannt. Diese Kapelle erinnert heute an den Untergang der Pamir. Unter der Kapelle befindet sich seit 2007 ein Kolumbarium als Urnengrablege.
Die südliche Turmkapelle war früher die Marientiden-Kapelle.
St. Jakobi hat den schönsten, zierlichsten und reichsten Dachreiter der Stadt. Gemäß der Chronik von Reimar Kock wurde er erstmals 1496 errichtet, alsbald jedoch von einem Sturm wieder herab geweht. Da er sich bereits 1552 wieder auf dem großen Lübecker Holzschnitt des Elias Diebel findet, muss er bereits um die Mitte des 16. Jahrhunderts erneut errichtet worden sein. Der heutige Dachreiter ist eine barocke Schöpfung aus den Jahren 1622–28. Er ist mehrfach umgebaut worden. Sein unterer Teil mit den Fialen weist spätgotische Elemente auf, während die obere Laterne, in der die Glocken hängen, und die Turmspitze schon von der Renaissance beeinflusst sind. Zierliche Spieren mit vergoldeten Fähnchen zieren den oberen Teil, zu dessen Stil auch der Vasenfries, aus dem die Fialen emporwachsen, gehört.
Die bedeutenden mittelalterlichen Fresken der Kirche wurden bei Renovierungsarbeiten Ende des 19. Jahrhunderts wiederentdeckt.
St. Jakobi blieb als eine der wenigen Lübecker Kirchen während des Bombenangriffs in der Palmsonntagsnacht 1942 unbeschädigt. Sie verfügt daher über die zwei letzten historischen Orgeln Lübecks. Die Empore unter der Großen Orgel wurde 1932 erweitert, um dort einen größeren Sängerchor und ein kleines Orchester aufstellen zu können.
Neben der Kirche, zum Koberg hin, befinden sich auf dem Jakobikirchhof die Pastorenhäuser im Stil der niederländischen Backsteinrenaissance.

## Ausstattung
Die Kirche enthält eine reiche Innenausstattung.

### Kanzel, Hauptaltar und Taufbecken

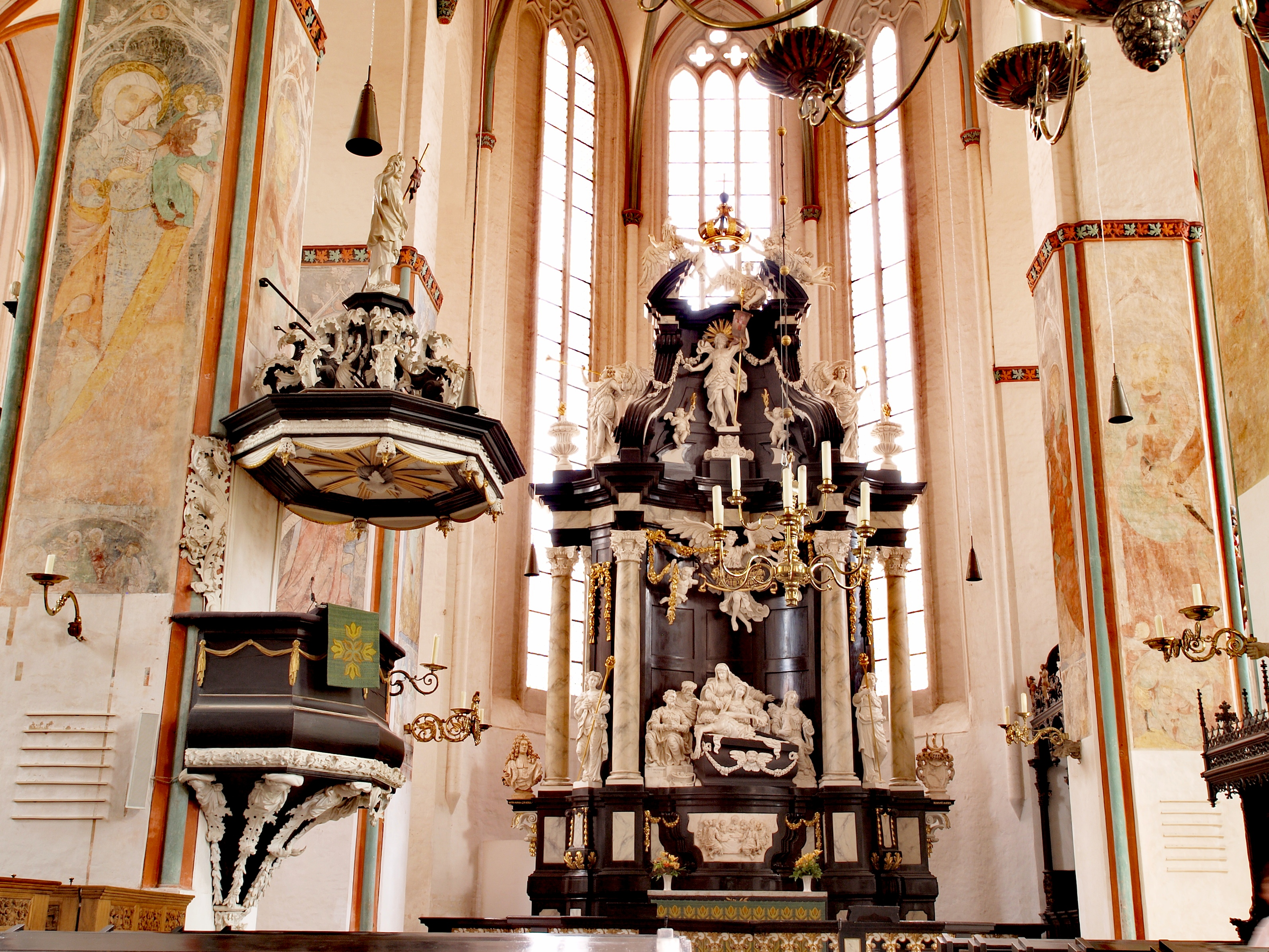
Kanzel und Hochaltar

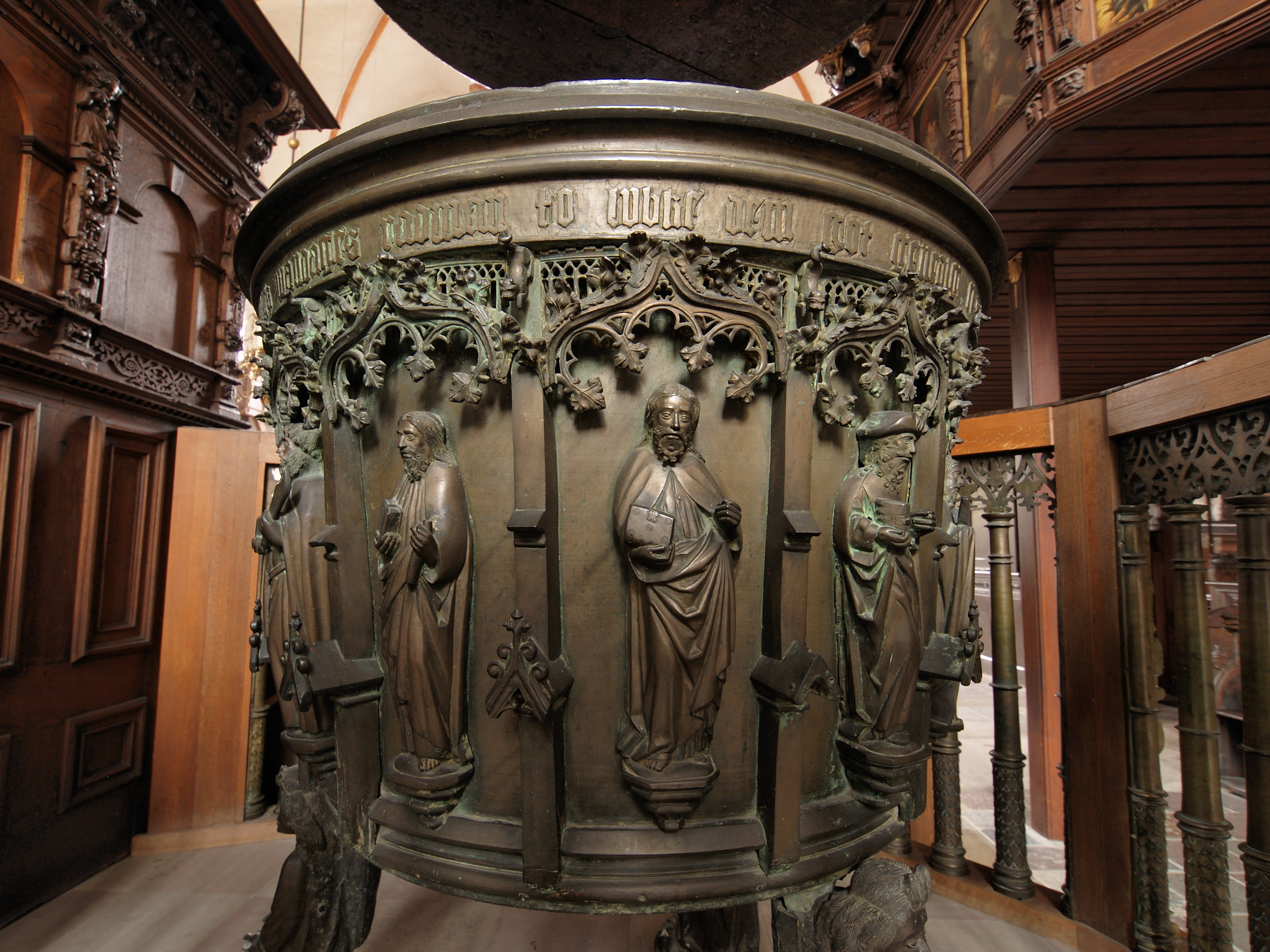
Gotisches Taufbecken

Die Kanzel ist aus dem Jahr 1698. Reste der vorherigen Kanzel aus dem Jahr 1577 befinden sich seit 1735 in der Thomaskirche in Tribsees.
Der heute zu sehende Hochaltar wurde 1717 von Hieronymus Hassenberg geschaffen. Er ist eine Stiftung des Bürgermeisters Hermann Rodde, dessen Büste sich am Altar befindet.
Das spätgotische Hochaltar-Retabel von 1435, ein Triptychon mit doppeltem Flügelpaar, wird dem Meister des Jakobialtars zugeschrieben und befindet sich heute in der Mittelalterabteilung des Staatlichen Museums Schwerin im Schloss Güstrow.
Die eherne Fünte von 1466 wurde von dem Rotgießer Klaus Grude gegossen.

### Brömsenaltar
Der Brömsenaltar wurde um 1490 bis 1500 von dem Bürgermeister Heinrich Brömse gestiftet. Das Relief im Mittelteil wird seit einigen Jahren der Werkstatt des westfälischen Bildhauers Evert van Roden zugeschrieben. Das Kunstwerk zählt aufgrund seiner virtuosen Bildgestaltung zu den wichtigsten Lübecks. Die Darstellung der Familie Brömse auf den Altarflügeln entstand etwas später um 1515.

### Kastengestühl
Bei Restaurierungsarbeiten im Jahr 2016 wurde in den verschlossenen Gebetbuchfächern im Kastengestühl entdeckt, dass diese mit kolorierten Andachts- und Erbauungsblättern aus der Mitte des 17. Jahrhunderts ausgekleidet sind. Die Fächer wurden im Juni 2018 geöffnet. Die Blätter konnten dabei vollständig dokumentiert werden. Fast alle Blätter sind unikal überliefert und wurden im ursprünglichen Gebrauchszustand erhalten.

### Gedenkstätte der Seeleute

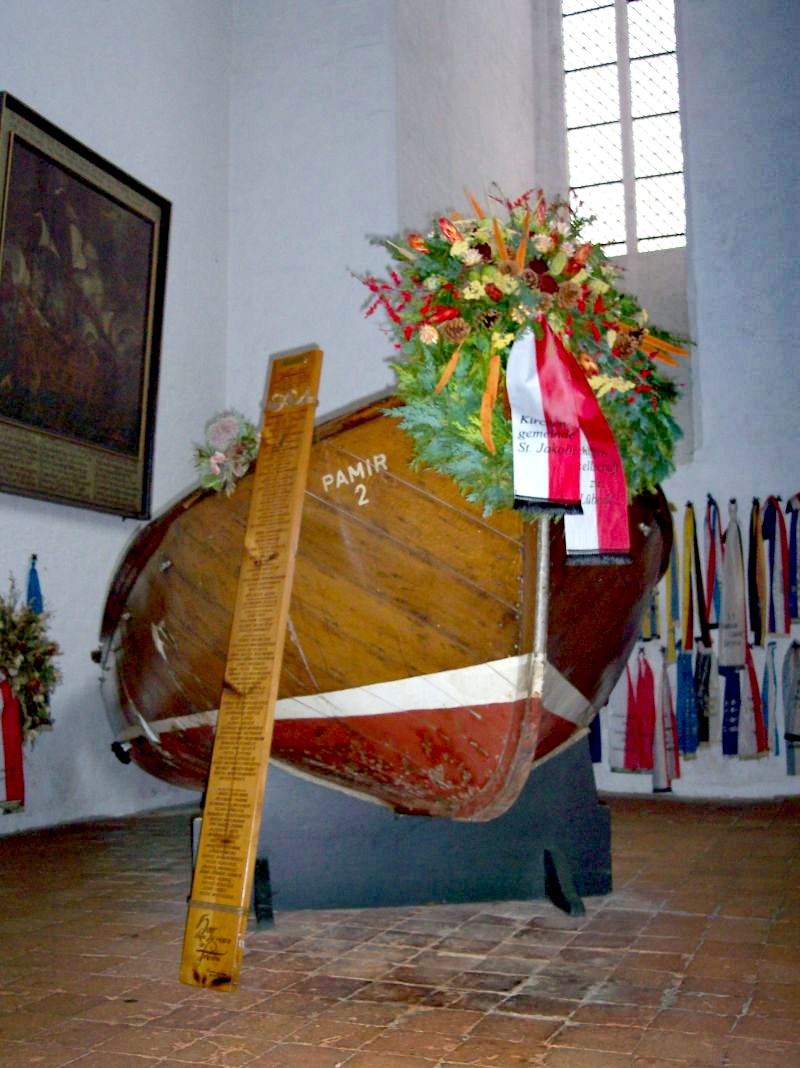
Rettungsboot Nr. 2 der Pamir vor dem Umbau 2007 in der nördlichen Turmkapelle

In der Kirche befindet sich in der nördlichen Turmkapelle, der inzwischen als „Pamirkapelle“ bezeichneten Nische eine Gedenkstätte für die auf See gebliebenen Lübecker Seeleute.
Hier steht auch das Wrack eines Rettungsboots der 1957 gesunkenen Viermastbark Pamir, bei deren Untergang 80 der 86 Besatzungsmitglieder ums Leben kamen. Die Gedenkstätte wurde am 21. September 2007 nach dem Willen der Kirchengemeinde, der Landes- und der Bundesregierung zur Nationalen Gedenkstätte für die zivile Seefahrt erklärt.
Unter der Kapelle befindet sich ein Kolumbarium.

### Orgeln
Die Große Orgel an der Westwand war ursprünglich ein gotisches Blockwerk, wurde aber im Barock mehrfach erweitert und umgebaut. Die kleine Orgel (Stellwagenorgel; Nordorgel) ging ebenfalls aus einer mittelalterlichen Orgel hervor (1467), wurde aber 1636/1637 von Friedrich Stellwagen umgebaut und erweitert. Sie zählt heute zu den bedeutendsten Orgeln Europas.

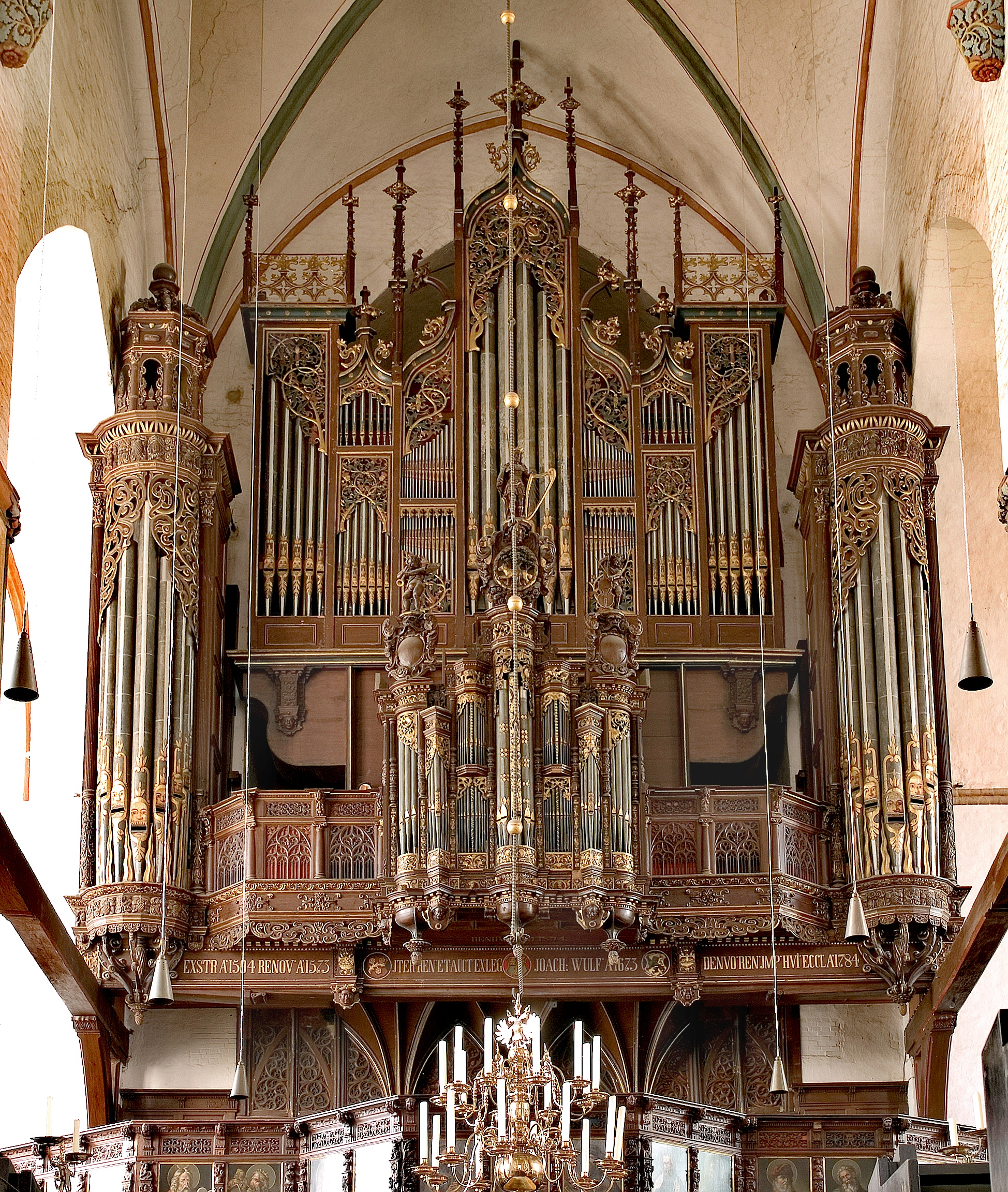
Orgel an der Westwand
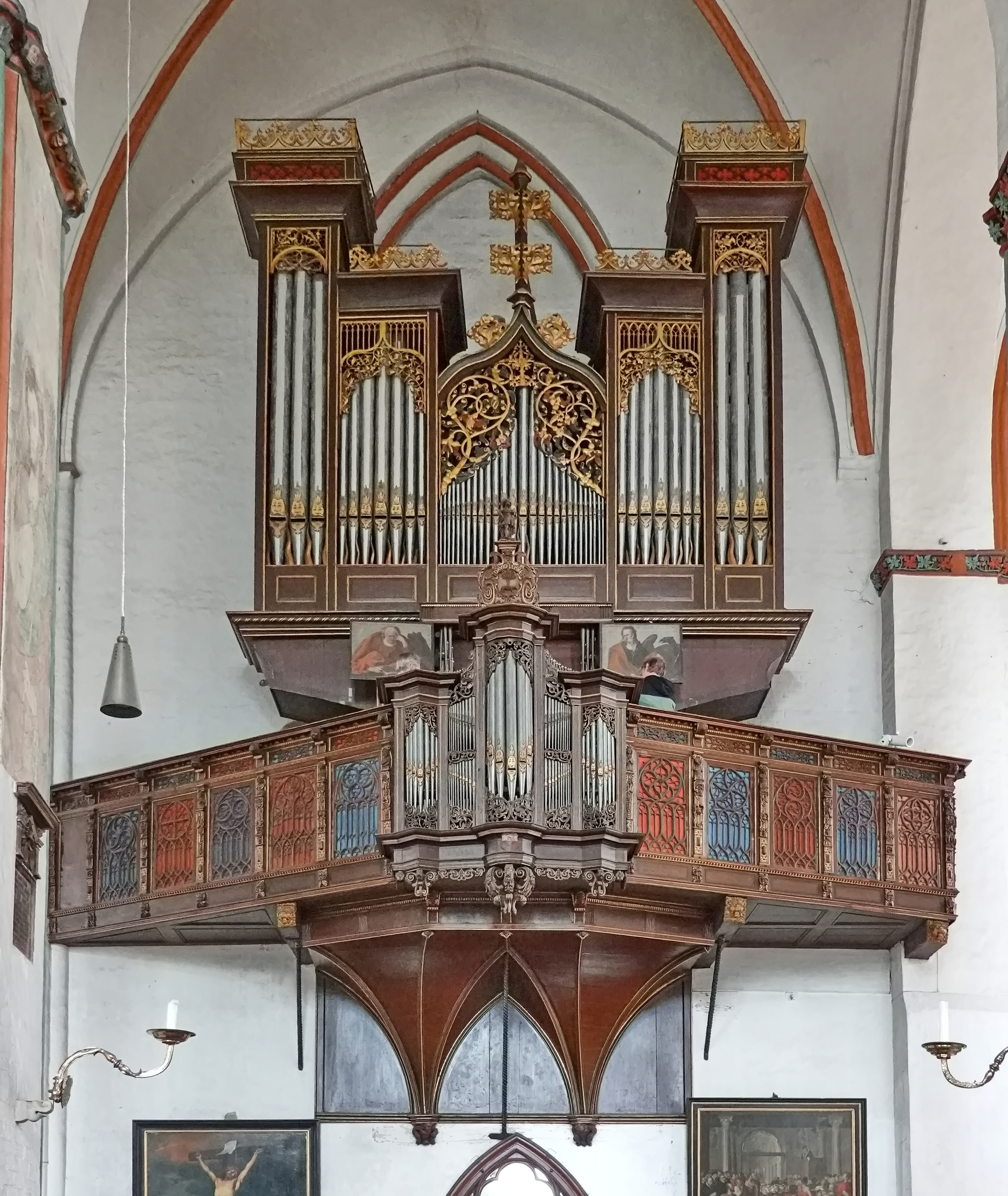
Stellwagen-Orgel
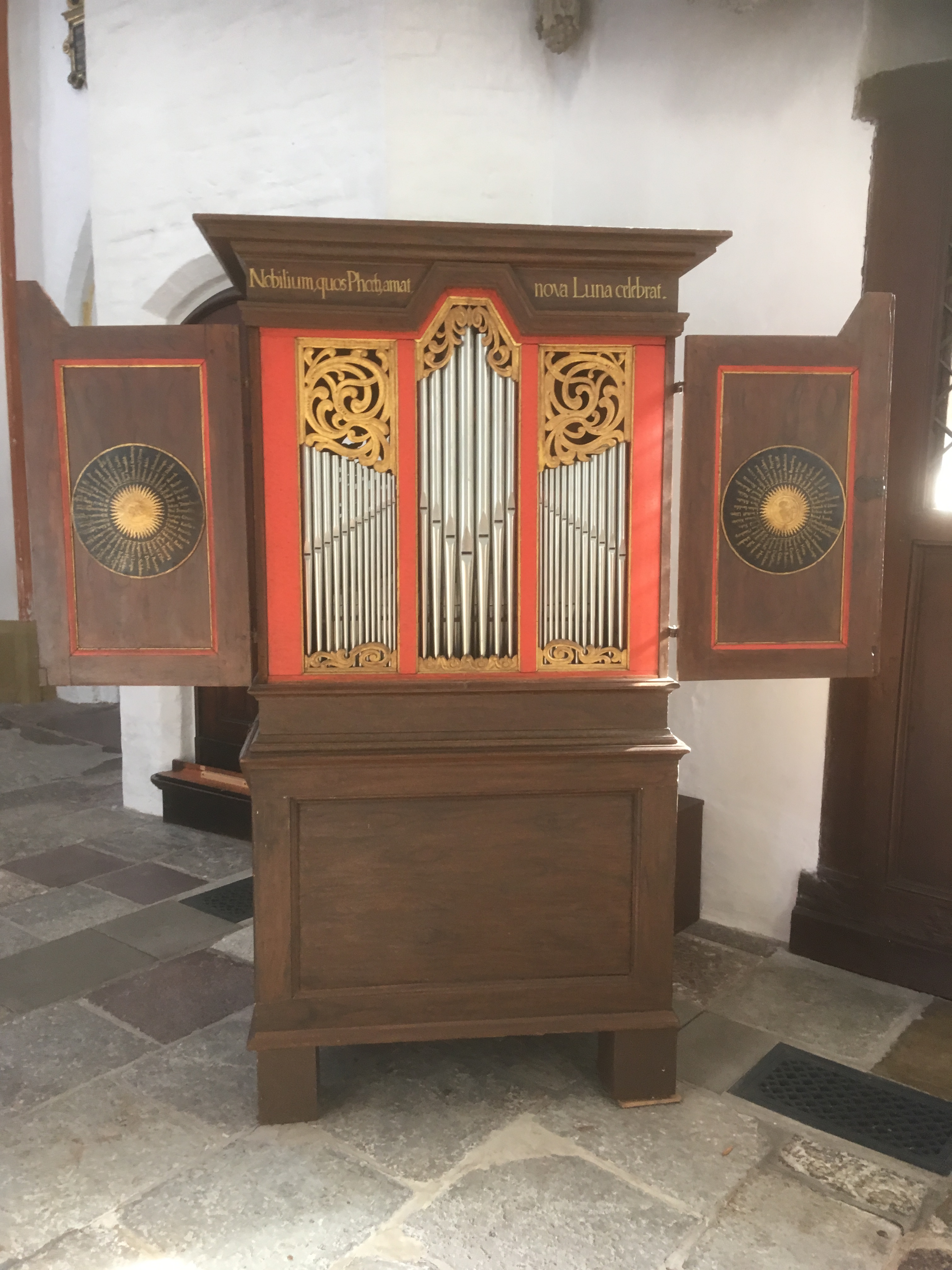
Richborn-Positiv

### Turmuhr und Glocken

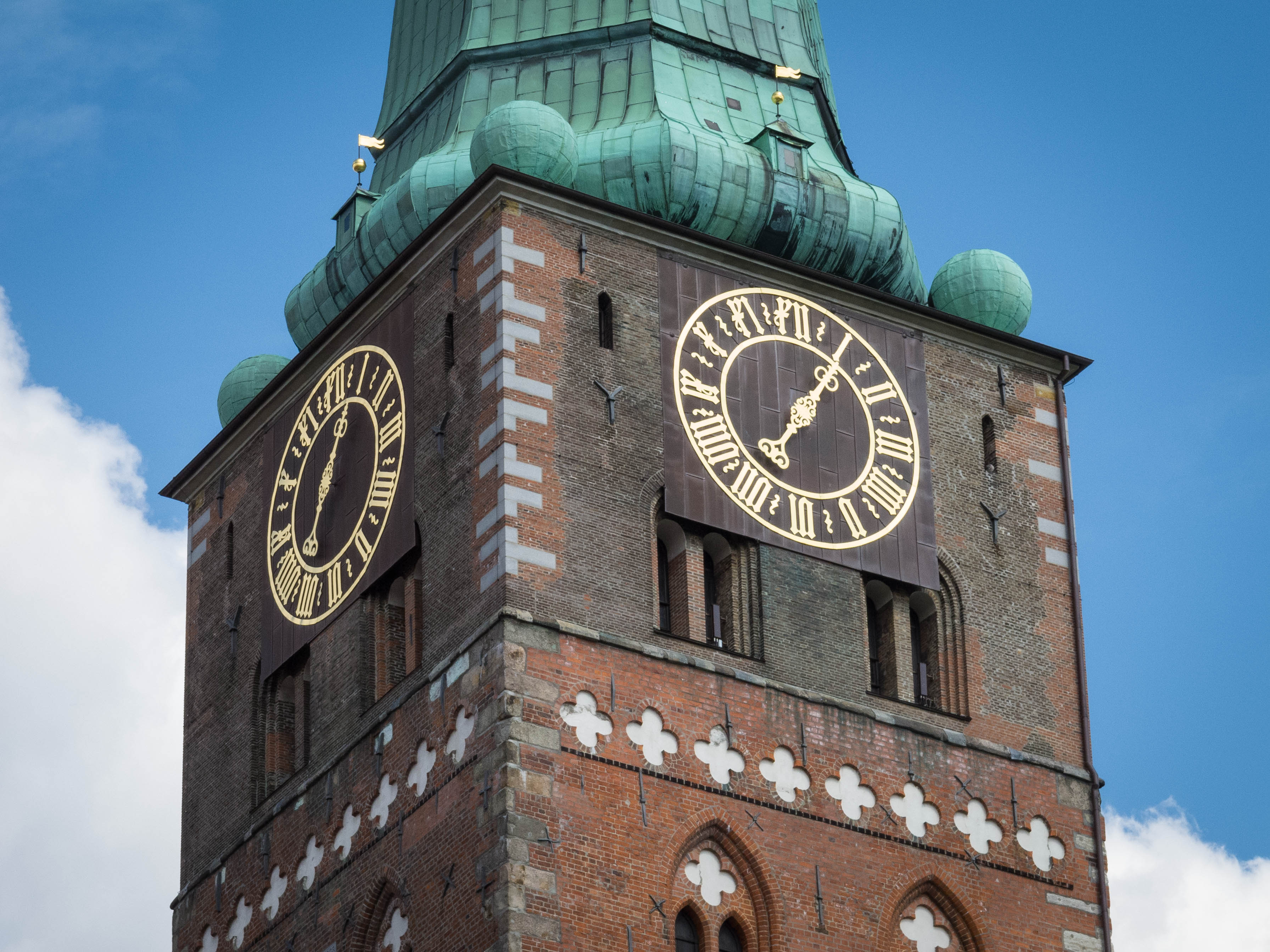
Turmuhr als Einzeigeruhr

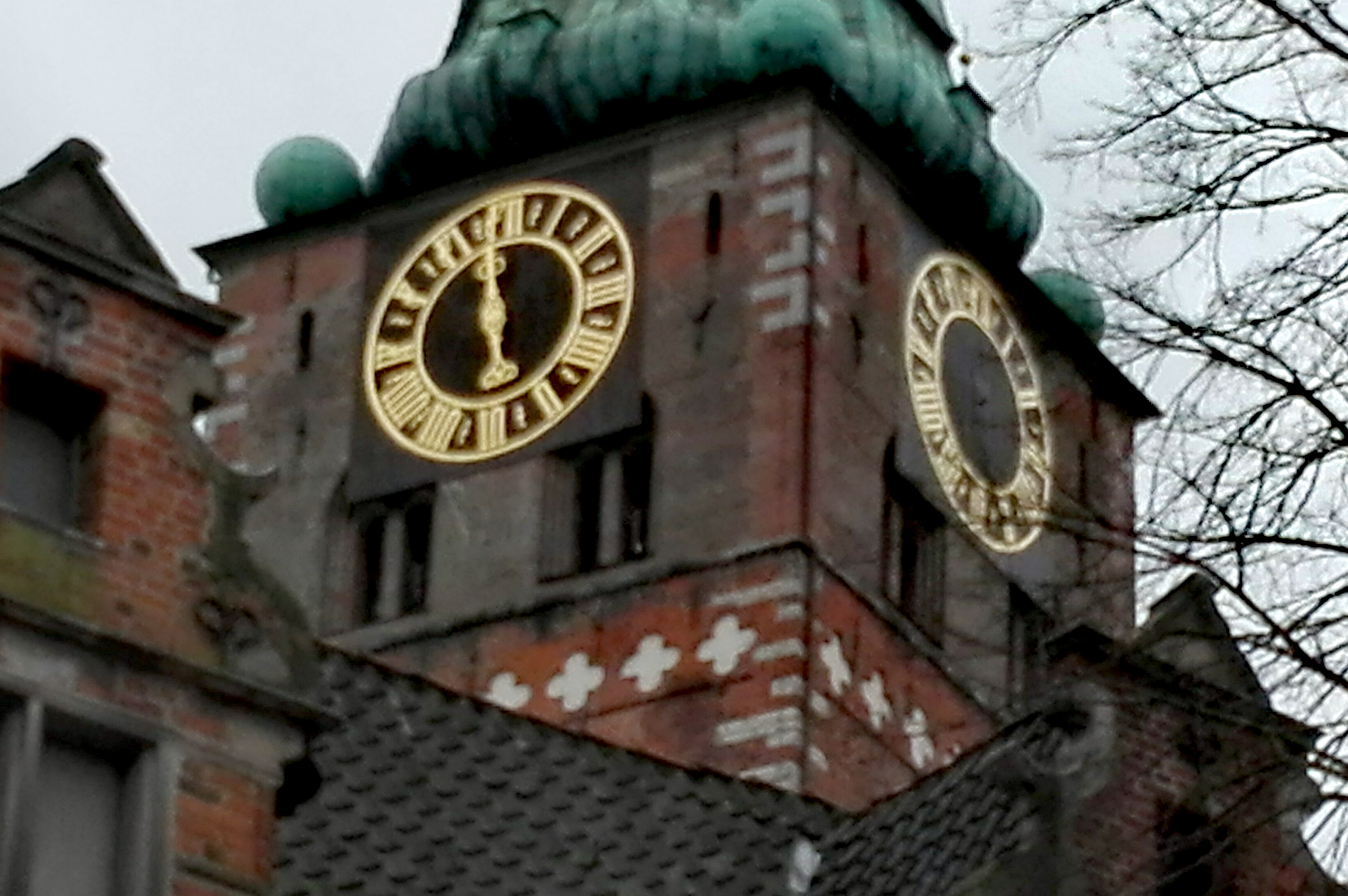
Turmuhr im März 2019

Die Turmuhr stellt eine Besonderheit dar, da sie als Einzeigeruhr nur die Stunden anzeigt – vergleichbar mit der Turmuhr des Mariendoms in Tallinn. Am 20. Februar 2019 löste sich der Zeiger des nördlichen Ziffernblatts und stürzte aus einer Höhe von 50 Metern auf den Kirchvorplatz. Im Juli des Jahres gab die Amtliche Materialprüfungsanstalt der Freien Hansestadt Bremen bekannt, dass eine tragende Schraube ermüdungsbedingt versagt habe.
In der Glockenstube hängt ein wertvolles Ensemble aus vier Glocken.
An Karfreitag um 15 Uhr zur Sterbestunde läutet die Pulsglocke (Salichmaker) 5 Minuten solistisch. An Werktagen erklingt um 12 Uhr die Bürgerglocke solistisch und um 18 Uhr erklingt die Abendglocke solistisch. Samstag um 20 Uhr erklingt ein Teilgeläut aus den Glocken Pulsglocke (Salichmaker) a°, Predigtglocke ais° und Bürgerglocke h°. Sonntags um 10:30 Uhr erklingt zum Gottesdienstläuten ein Teilgeläut aus den Glocken Pulsglocke (Salichmaker) a°, Predigtglocke ais° und Abendglocke e′. Zu bestimmten Anlässen erklingt das Vollgeläut, zum Beispiel am Heiligabend 22:50 Uhr, am ersten und am zweiten Weihnachtstag um 10:30 Uhr und an Silvester um 24 Uhr.
| Nr. | Name (Widmung, Darstellung) | Gussjahr | Gießer                  | Durchmesser (mm) | Masse (kg) | Schlagton (HT-1/16) |
| 1   | Pulsglocke (Salichmaker)    | 1507     | Gerhard van Wou         | 1.871            | ≈4.500     | a° +7               |
| 2   | Bürgerglocke                | 1743     | Lorenz Strahlborn       | 1.730            | 3.338      | h° −4               |
| 3   | Predigtglocke (Hl. Kreuz)   | 1756     | Johann Hinrich Armowitz | 1.632            | 2.537      | ais° +3             |
| 4   | Abendglocke (St. Jakobus)   | 1619     | Berend Bodemann         | 1.300            | ≈1.800     | e′ +6               |

## Kirchenmusik
Der Pastor Axel Werner Kühl gewann 1930 für die Gemeinde den Studienrat und Kirchenmusiker Bruno Grusnick als Kantor. Beide gemeinsam lernten kurz darauf den Komponisten und Kirchenmusiker Hugo Distler kennen, der 1931 auf Vermittlung von Günther Ramin die Organistenstelle der Kirche antrat und die Kirchenmusik an Jakobi erstmals aus dem Schatten der Marienorganisten herausführte. Die Jakobikirche wurde damit zu einem wichtigen Zentrum der Erneuerungsbewegung der evangelischen Kirchenmusik in der ausgehenden Weimarer Republik.
Weitere bekannte Organisten der Kirche waren Georg Wilhelm Saxer, Johann Georg Witthauer, Matthias Andreas Bauck, Johann Jochim Diedrich Stiehl, Emanuel Kemper, Manfred Kluge und Hans-Jürgen Schnoor. Derzeitiger Titularorganist ist Arvid Gast, Professor für Orgel an der Musikhochschule Lübeck. Orgelvespern und -konzerte gehören zu den ständigen Veranstaltungen in St. Jakobi.

## Pastoren (Auswahl)
- ca. 1480–ca. 1495: Levo Leve
- 1530–1574: Peter Christian von Friemersheim, hielt 1526 die erste evangelische Predigt in Lübeck
- 1613–1625: Hermann Wolff († 1625), ab 1622 zugleich Senior
- 1610–1613: Adam Helms (1579–1653), Prediger
- 1626–1661: Gerhard Winter (1589–1661)
- 1662–1685: Heinrich Engenhagen (1615–1685), Prediger seit 1643
- 1691–1696: Hermann Westhoff (der Jüngere) (1635–1696)
- 1695–1706: Heinrich Dürkop (1671–1731), Prediger
- 1697–1706: Levin Burchard Langschmidt (1654–1722)
- 1739–1767: Georg Hermann Richerz (1716–1767)
- 1745–1752: Johann Jacob von Melle (1721–1752)
- 1767–1788: Peter Hermann Becker (1730–1788)
- 1801–1831: Heinrich Caspar Münzenberger (1764–1831)
- 1840–1868: Marcus Jochim Carl Klug (1799–1872)
- 1868–1891: Gustav Hofmeier (1826–1893)
- 1889–1915: Heinrich Lindenberg (1842–1924), 1889 Archidiaconus, 1891 Hauptpastor, 1909–1914 zugleich Senior
- 1928–1944: Axel Werner Kühl (1893–1944)
- 2001–2024: Lutz und Kathrin Jedeck

## Kreuzweg
An der Nordseite des Kirchenschiffs findet sich eine Reliefplatte, die die erste Station des ältesten erhaltenen Kreuzwegs in Deutschland markiert. Der Lübecker Kreuzweg führt von hier aus zunächst durch die Breite Straße zum Kanzleigebäude und wieder zurück durch die Große Burgstraße, das Burgtor und über das Burgfeld zum Endpunkt auf dem Jerusalemsberg in der Vorstadt St. Gertrud.

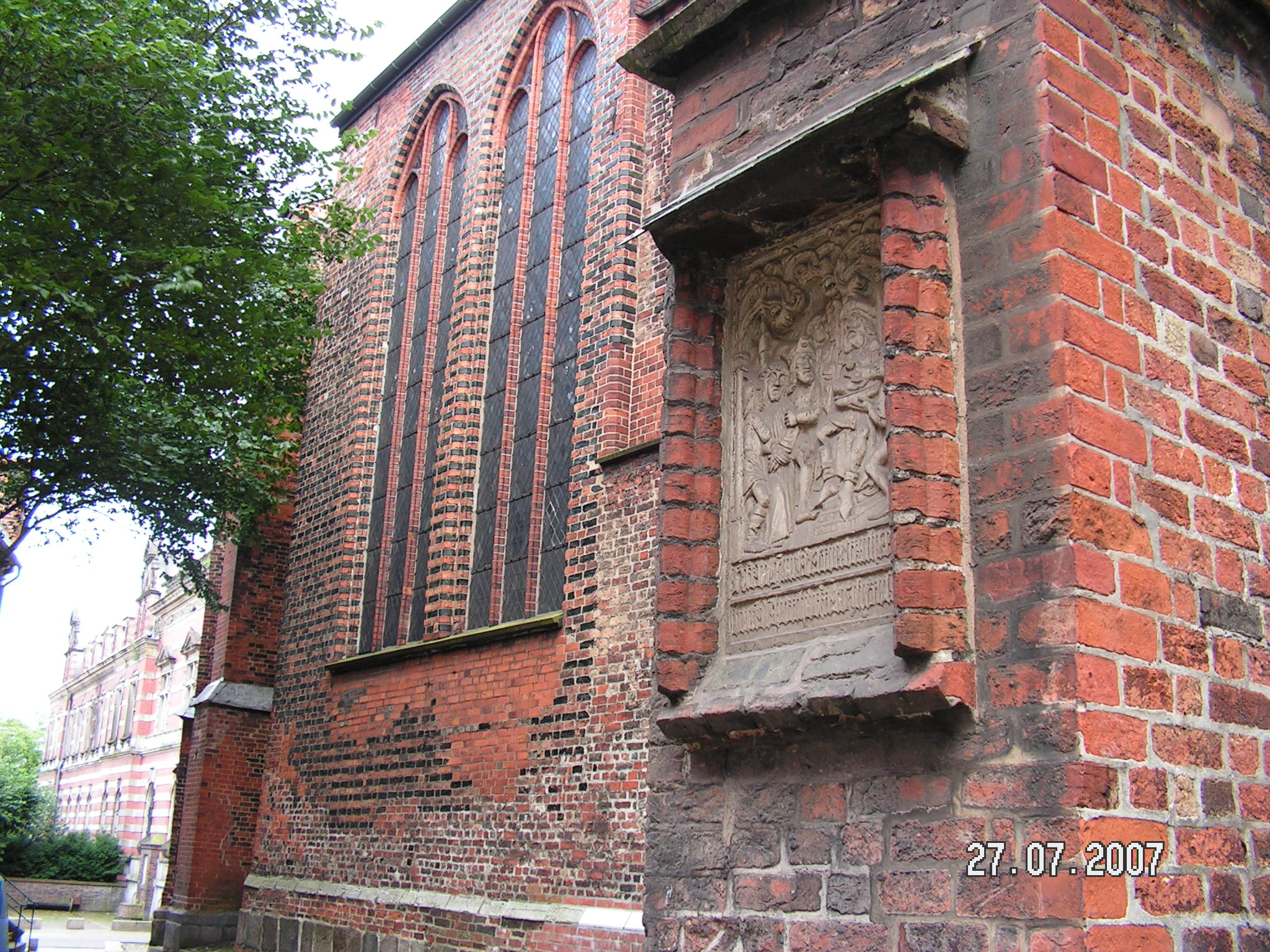
Beginn des Kreuzweges an der Außenwand von St. Jakobi
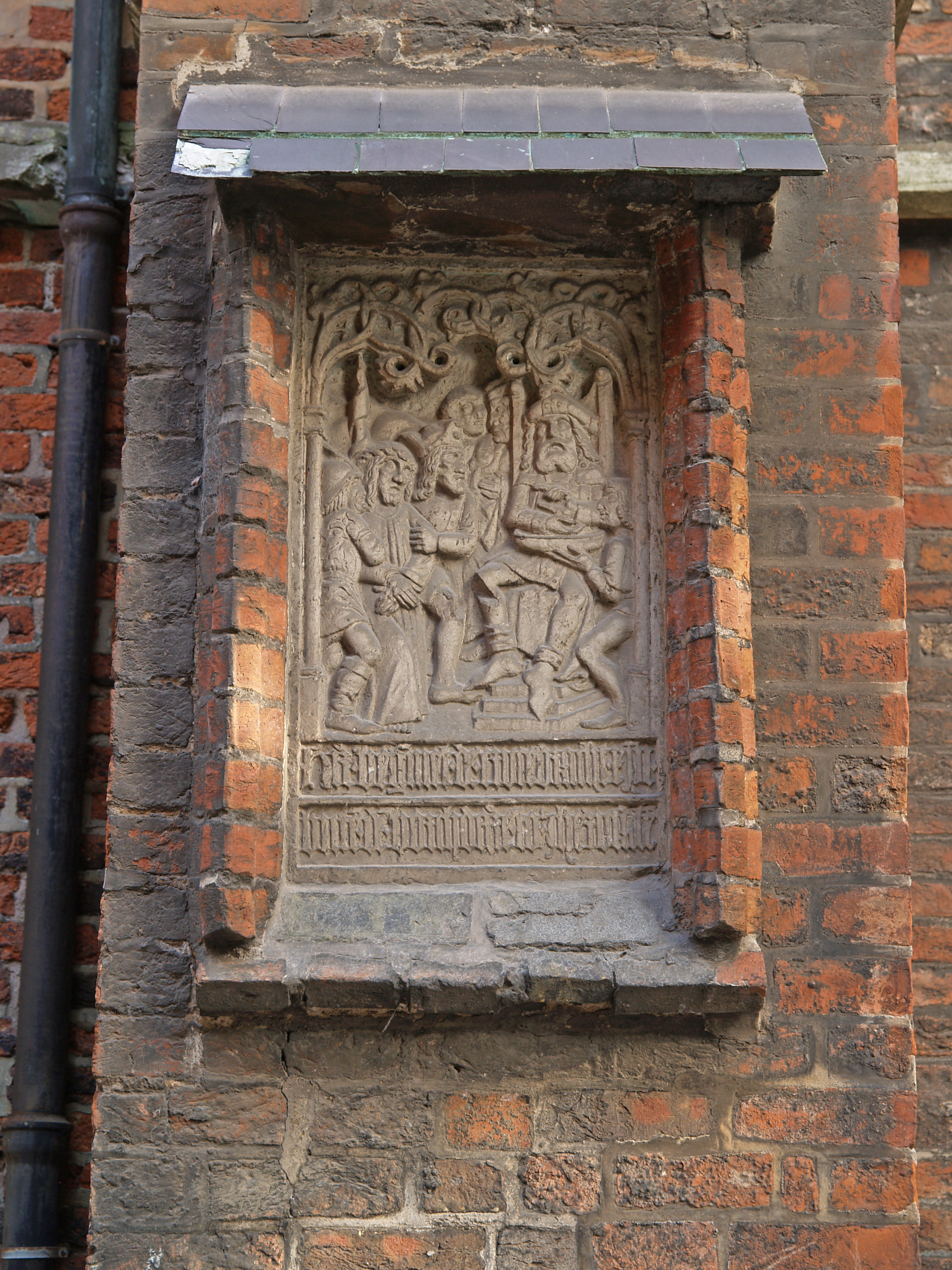
Station im Detail